# Rondibilis horiensis
Rondibilis horiensis là một loài bọ cánh cứng trong họ Cerambycidae.